# Железнички тунел Караванке
Тунел Караванке (словен. predor Karavanke) је четврти по дужини железнички тунел у Аустрији и најдужи у Словенији са дужином од 7976 метара. Пролази испод седла Рожца између Розенбаха у јужној Аустрији и Јесеница у северној Словенији.
По отварању у октобру 1906. године, тунел Караванк чинио је важан елемент Караванке, која је - заједно са Бохињском железницом - изграђена да повеже луку Трст са Клагенфуртом, главним градом савезне покрајине Корушке у Аустрији.  Упркос распаду Аустроугарске империје, која је била покретачка снага за његову изградњу, и пруга и тунел и даље су били добро прометна рута коју су углавном користили теретни возови који су саобраћали између Аустрије и Словеније. Током двадесет првог века, тунел Караванкс је прошао кроз опсежну модернизацију, рационализовањем са двоколосечног распореда на један колосек како би био у складу са савременим безбедносним стандардима.

## Историја
Између 1867. и 1918. године Трст је био део Аустроугарске империје. Био је од значајног стратешког значаја, будући да је био прва аустријска поморска лука и тако је природно постао главни излаз за прекоокеанску трговину Аустро-Угарске; међутим, њену ефикасност је нарушио недостатак адекватне железничке комуникације са аустријском унутрашњошћу. У жељи да се у великој мери ојача међународна трговинска активност у Трсту посебно и прекоморска трговина Аустрије уопште, одлучено је 1901. да се изгради железничка пруга која би повезивала Трст и Клагенфурт. Ова пруга, Караванканска железница, изграђена је преко и кроз Караванке, најдужа у Европи (120 km) планински венац; траса тренутно прелази границу између Аустрије и Словеније.
Кључна карактеристика железнице био је тунел Караванкс. Његова изградња је била посебно изазовна јер је локална геологија била посебно нестабилна. Бушење су обављали тимови који су радили на оба краја трасе, чак 6.000 људи радило је у близини тунела на врхунцу активности. Струја коју генеришу водопади у близини будућих тунелских портала коришћена је за напајање разних делова опреме, од расвете до вентилатора за вентилацију. Напредак је остварен просечном стопом од 13 стопа дневно, иако би компликације повремено изазивале мањи напредак.  У поређењу са савременим тунелима, укупни трошкови његове изградње били су знатно већи. 
Толики значај Караваншког тунела је био да је 1. октобра 1906. године свечано отварање предводио аустроугарски шеф државе, надвојвода Франц Фердинанд . Тунел је брзо постао теретна рута са великим прометом, чак и након распада Аустро-Угарске империје током наредне деценије. Све до данашњих дана, остао је од значаја за међународни теретни саобраћај, јер га, како се наводи, саобраћа преко 80 возова дневно. 

## Реновирање двадесет првог века
Аустрија и Словенија су 2015. године, заједно са својим компанијама које управљају железничком инфраструктуром, потписале уговор за обнову и унапређење тунела Караванк.  Пројекат има укупан буџет од 115 милиона евра, подељен на километре сваке земље, Словенија даје 50 милиона евра, док Аустрија треба да потроши 65,3 милиона евра; пројекат је такође финансијски подржан од стране Европске уније у оквиру Програма за повезивање Европе.  
Почетак грађевинских радова заказан је за 10. август 2020. године, а за обе земље изводиће их аустријски ШТРАБАГ .   Од 5. октобра 2020. до 4. априла 2021. тунел ће бити потпуно затворен и завршен до краја године. 

Можда најуочљивија међу променама које треба да се изврше биће свођење оригиналног двоколосечног аранжмана на конфигурацију једног колосека; резултујући ослобођени простор ће се поново користити као пролаз за спасавање у хитним случајевима, побољшавајући безбедност у целом тунелу. Паралелно са овим послом, извршиће се разна друга побољшања и модернизације на 100 година старој структури, са циљем да се она доведе до савремених стандарда. Ове измене обухватају постављање плафонске сабирнице, обнову дренаже, нови под, као и делимичну обнову тунелског свода додавањем нових анкера, мера за ојачање и бетона . Портали из царског доба такође треба да буду обновљени и заблистају у новом сјају. Имплементација нових безбедносних стандарда омогућиће већу радну брзину унутар тунела и учинити тунел РоЛа - погодним. Упркос чињеници да ће се тунелом убудуће управљати само са једним колосеком, мало је вероватно да ће ово посебно инхибирати саобраћај пошто је и остатак пруге једноколосечни; за поновно постављање другог колосека у складу са савременим безбедносним прописима биће неопходно пробушити други тунел, што би подразумевало значајна улагања.  
Дугорочно, размишља се о изградњи друге цеви, баш као и друмског тунела, тако да би требало да буде један тунел са једним колосеком по правцу кретања. Због тога је од лета 2020. тренутно у припреми студија која би већ требало да одреди најбољу позицију за могућу другу цев. Ту би посебно геологија требало да игра велику улогу, јер је веома неповољна на словеначком подручју садашњег тунела и изазвала је много проблема у изградњи прве цеви. У историјској грађевинској документацији, на пример, описано је како је бушаћа платформа била редовно гњечена од попуштајуће стенске масе и морала се изнова и изнова ослобађати. Руднички гасови и планинска вода такође су изазвали огромне проблеме. Исто је важило и за изградњу првог друмског тунела, који лежи у истој геологији и иде практично паралелно са железничким тунелом. Садашње решење са само једним тунелом и једном колосеком требало би да траје до 2040. године, након чега би могла да се чека изградња друге цеви. 